# Jonathan Glassner

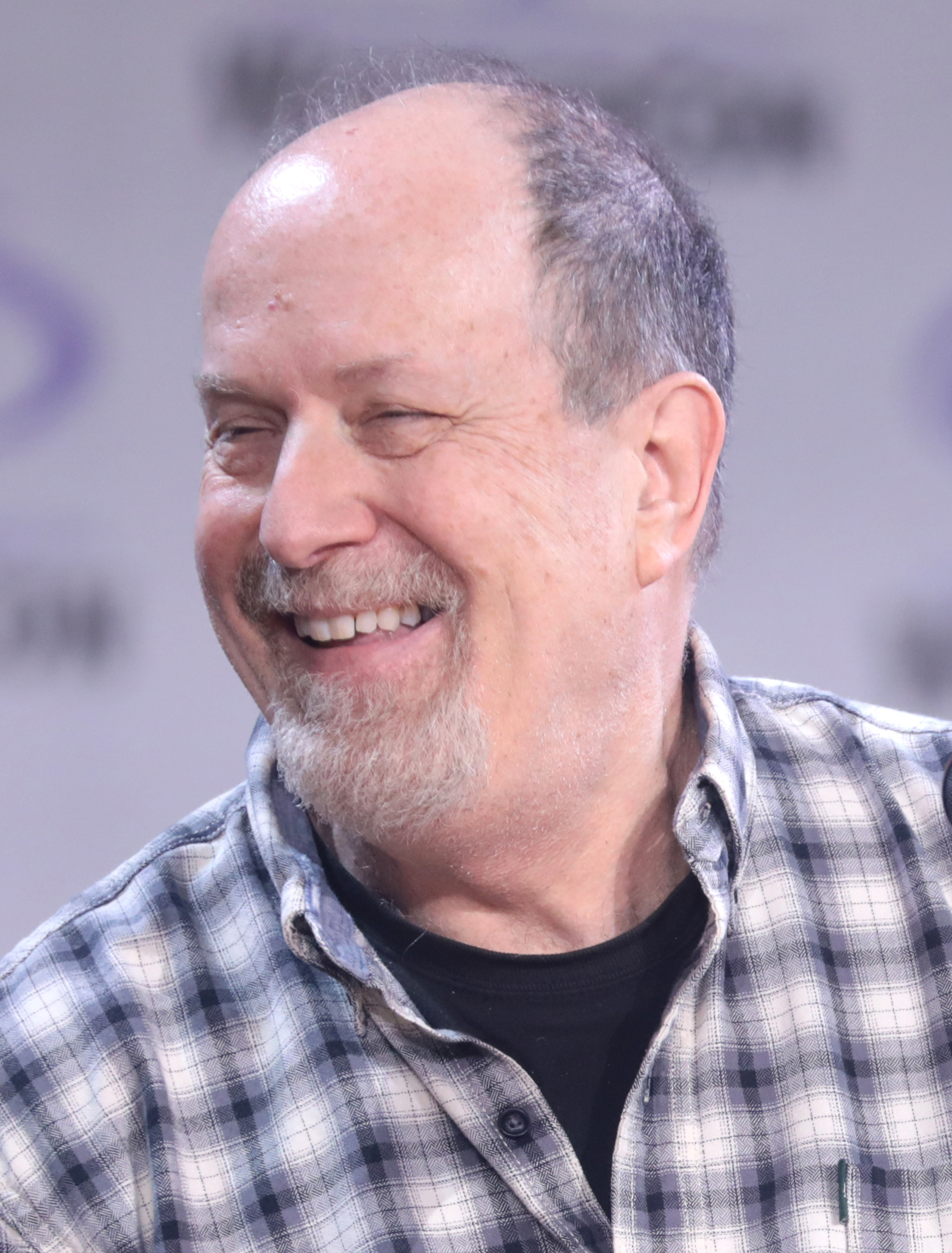
Jonathan Glassner

Jonathan Glassner (* in Roanoke, Virginia) ist ein US-amerikanischer Drehbuchautor, Fernsehproduzent und Regisseur.
Bekannt wurde er unter anderem für seine Arbeit für Outer Limits – Die unbekannte Dimension und Stargate SG-1, für das er die ersten drei Staffeln produzierte. Als Schriftsteller entdeckte man ihn, als er für Alfred Hitchcock Presents arbeitete. Erst nachdem er die Drehbücher für Fernsehreihen wie 21 Jump Street – Tatort Klassenzimmer geschrieben hatte, ging er zur Fernsehreihe Outer Limits. Zurzeit arbeitet Glassner für Serien wie CSI: Miami und CSI: NY. Er beteiligt sich momentan auch als Produzent an Fernsehreihen wie Heist, der Fox-Serie Standoff sowie an Covert Affairs.
An der Northwestern University, an der er auch studierte, wirkt Glassner als Theaterproduzent mit.